# اکوتو
اکوتو (به ایتالیایی: Acuto) یک سکونتگاه مسکونی در ایتالیا است که در استان فروزینونه واقع شده‌است.

## خصوصیات
اکوتو ۱۳٫۴ کیلومترمربع مساحت و ۱٬۹۱۰ نفر جمعیت دارد و ۷۲۴ متر بالاتر از سطح دریا واقع شده‌است.